# Kirovabadmassakern
Kirovabadmassakern , Kirovabadpogromen, var en massaker och etnisk rensning mot armenier utförd av Azerbajdzjan som riktade sig mot de armenier som bodde i staden Kirovabad (idag Ganja) i det sovjetiska Azerbajdzjan under november 1988.

## Massakern
En armenisk redaktör hävdade att befälhavaren för de sovjetiska trupperna bad inrikesministeriet i Moskva om tillstånd för att få evakuera en del av stadens armeniska befolkning, som då var upp emot 100 000 personer.  Situationen intensifierades hösten 1988, då armenierna i Kirovabad och den omgivande landsbygden drevs bort från sina hem och tvingades söka fristad i Armenien.  Enligt en artikel i Los Angeles Times, publicerad den 27 november 1988, "har sovjetiska soldater blockerat dussintals azerbajdzjanska försök att massakrera armenier i deras hem under det fortsatta våldet i södra sovjetrepubliken Azerbajdzjan, sade en högre militärbefälhavare där i lördags."  Över 40 000 armenier tvingades lämna Kirovabad. 
Den 23 november utropades undantagstillstånd i Kirovabad, vilket innebar att trupperna nu kunde svara med kraft.  Samma dag skedde ett försök till pogrom mot byggnaden där stadens verkställande kommitté höll hus. Under sammandrabbningarna mellan den aggressiva folkmassan och de väpnade styrkorna som försökte hålla ordningen och försvara de armeniska medborgarna dödades tre soldater och 67 personer skadades.

### Dödssiffran
Källor rapporterar att antalet dödade hade stigit till fyrtio den 24 november, av vilka en tredjedel hade dödats i sammandrabbningar med de sovjetiska trupperna.  Människorättsaktivister rapporterade att upp till 130 armenier dödades enbart i Kirovabad och "med varningar om ett antågande folkmord har de vädjat om snabba åtgärder från regeringen för att kunna stoppa de azerbajdzjanska attackerna på armenier."  Den 25 november 1988 sade den sovjetiske människorättsaktivisten Andrei Sacharov att han hade fått rapporter från Sovjetunionen om att mer än 130 armenier dödats och mer än 200 skadats i våldet.  De sovjetiska myndigheterna förnekade dock dessa påståenden, och utrikesministeriets talesman sa att informationen om antalet offer inte var korrekt. 
Enligt chefen för den Sovjetiska enhet som skickades till regionen, fanns det tre större vågor av våld mot armenierna i Azerbajdzjan: Sumgait, Kirovabad och Baku-massakrerna, vilket resulterade i att 30 000 armenier sökte tillflykt i Nagorno-Karabach (ej inräknat de flyktingar som hamnade i Armenien eller andra delar av Sovjetunionen). I sina memoarer karaktäriserade han senare dessa händelser som "en statlig politik av panturkism" som genomfördes mot bakgrund av den kris som perestrojkans turbulens innebar. 